# RioMar Shopping (Recife)
O RioMar Shopping é um centro comercial de grande porte, localizado na cidade do Recife, capital de Pernambuco. Inaugurado em 30 de outubro de 2012, trata-se do maior empreendimento comercial do Norte e Nordeste em área bruta locável (ABL), e o maior do país fora do eixo Rio-São Paulo. É o 5º maior shopping center do Brasil.
É um endereço de alto padrão de toda a região, abarcando lojas de grifes internacionais como Gucci, Valentino, Dolce & Gabanna, Hugo Boss, Coach e Diesel, todas situadas no segundo andar, que conta com marcas de luxo nacionais e internacionais.

## Características
Com cinco pisos, 101 mil m² de área bruta locável e 295 mil m² de área construída, é o maior empreendimento já realizado de uma só vez no setor comercial em todo o país.
O RioMar Shopping é o primeiro centro de compras do Brasil a conquistar o selo AQUA (Alta Qualidade Ambiental). A certificação de sustentabilidade AQUA é reconhecida internacionalmente e observa o empreendimento em quatro fases, que vão da construção à operação.
Ao todo, o shopping possui 405 lojas, sendo vinte âncoras, doze megalojas e 380 satélites, além de uma academia de ginástica e doze restaurantes. São 5.600 vagas de estacionamento. As opções de lazer contemplam parque de diversões eletrônicos, boliche, doze salas de cinema, sendo duas delas VIP e uma XD, e o Teatro RioMar, com capacidade de 720 lugares.
O empreendimento inclui, além do RioMar Shopping, três torres empresariais. A área total do complexo é de 383.900 m².
Pertence ao grupo pernambucano JCPM, de propriedade de João Carlos Paes Mendonça.